# Pelzmühle (Geislingen)
Die Pelzmühle ist ein Wohnplatz auf der Gemarkung von Geislingen im Zollernalbkreis in Baden-Württemberg.

## Geographie
Die Pelzmühle liegt von Geislingen in westnördlicher Richtung 6,5 km entfernt. 2,7 km (Luftlinie) östlich von Erlaheim, 1,1 km (Luftlinie) ostsüdlich von Binsdorf entfernt.

## Geschichte
Ersterwähnung 1415 und lag ehemals auf der alten Markung Bubenhofen, ab 1465 gehörte es zu Binsdorf und seit 1974 zu Geislingen. Es wird vermutet, dass es zum abgegangenen Weiler Langenau gehörte.

## Verkehr
Die Pelzmühle ist von Geislingen, Erlaheim und Binsdorf über die L 415 und dann auf der L 390 erreichbar. Von Heiligenzimmern ist der Wohnplatz über die L 390 erreichbar.